# Alessandria Unione Sportiva 1964-1965
Questa pagina raccoglie i dati riguardanti l'Alessandria Unione Sportiva nelle competizioni ufficiali della stagione 1964-1965.

## Stagione
Nella stagione 1964-1965 l'Alessandria Unione Sportiva disputò il diciottesimo campionato di Serie B della sua storia.

## Divise
| 1ª divisa |

## Organigramma societario
Area direttiva
- Presidente onorario: Silvio Sacco
- Presidente: Piero Melchionni
- Vice-presidenti: Mauro Grassano, Remo Sacco, Attilio Venturino

Area organizzativa
- Segretario: Piero Zorzoli

Area tecnica
- Direttore tecnico: Henry Augustine e Giulio Cappelli, poi Gino Armano
- Allenatore: Anselmo Giorcelli, poi Aristide Coscia

Area sanitaria
- Medico sociale: Luigi Mazza
- Massaggiatore: Felice Canevari

## Rosa
| N. |                   | Ruolo | Calciatore             |
| -- | ----------------- | ----- | ---------------------- |
|    | Italia (bandiera) | P     | Natale Nobili          |
|    | Italia (bandiera) | P     | Marcello Violo         |
|    | Italia (bandiera) | D     | Giuseppe Faggio        |
|    | Italia (bandiera) | D     | Rocco Melideo          |
|    | Italia (bandiera) | D     | Luciano Poppi          |
|    | Italia (bandiera) | D     | Mario Rapetti          |
|    | Italia (bandiera) | D     | Natale Stucchi         |
|    | Italia (bandiera) | D     | Adelio Verga           |
|    | Italia (bandiera) | C     | Antonio Cardillo       |
|    | Italia (bandiera) | C     | Rino Carlini           |
|    | Italia (bandiera) | C     | Angelo Cesana          |
|    | Italia (bandiera) | C     | Giampiero Dalle Vedove |

| N. |                   | Ruolo | Calciatore            |
| -- | ----------------- | ----- | --------------------- |
|    | Italia (bandiera) | C     | Giancarlo Migliavacca |
|    | Italia (bandiera) | C     | Tullio Oldani         |
|    | Italia (bandiera) | C     | Riccardo Sogliano     |
|    | Italia (bandiera) | C     | Antonio Soncini       |
|    | Italia (bandiera) | C     | Alessandro Vitali     |
|    | Italia (bandiera) | A     | Lorenzo Bettini       |
|    | Italia (bandiera) | A     | Emilio Codecasa       |
|    | Italia (bandiera) | A     | Carlo Di Cristofaro   |
|    | Italia (bandiera) | A     | Luciano Eco           |
|    | Italia (bandiera) | A     | Fernando Gorrino      |
|    | Italia (bandiera) | A     | Giorgio Mognon        |
|    | Italia (bandiera) | A     | Renzo Ragonesi        |

## Risultati

### Serie B

#### Girone di andata
| Arbitro: | Marengo (Chiavari) |

|             |           |             |
| Girardo 50’ | Marcatori | 62’ Bettini |

| Alessandria 20 settembre 1964 | Alessandria    | 0 – 0 | Lecco | Stadio Giuseppe Moccagatta\| Arbitro: \| Pieroni (Roma) \| |
| Arbitro:                      | Pieroni (Roma) |       |       |                                                            |

| Arbitro: | Cirone (Palermo) |

|           |           |            |
| Vigni 15’ | Marcatori | 79’ Vitali |

| Arbitro: | Marchiori (Padova) |

|                                    |           |            |
| Bettini 36’, 83’ Vitali 69’ (rig.) | Marcatori | 58’ Duvina |

| Arbitro: | Schinetti (Brescia) |

|                                  |           |  |
| Orlandi 13’ Marchioro 82’ (rig.) | Marcatori |  |

| Arbitro: | Rancher (Roma) |

|            |           |                                           |
| Raffin 86’ | Marcatori | 6’ Ragonesi 18’ Bettini 48’ Di Cristofaro |

| Arbitro: | Vitullo (Roma) |

|            |           |  |
| Mognon 48’ | Marcatori |  |

| Arbitro: | Palazzo (Palermo) |

|            |           |  |
| Artuso 37’ | Marcatori |  |

| Alessandria 15 novembre 1964 | Alessandria      | 0 – 0 | Bari | Stadio Giuseppe Moccagatta\| Arbitro: \| Ferrari (Milano) \| |
| Arbitro:                     | Ferrari (Milano) |       |      |                                                              |

| Alessandria 22 novembre 1964 | Alessandria       | 0 – 0 | Potenza | Stadio Giuseppe Moccagatta\| Arbitro: \| Orlando (Bergamo) \| |
| Arbitro:                     | Orlando (Bergamo) |       |         |                                                               |

| Ferrara 29 novembre 1964 | SPAL             | 0 – 0 | Alessandria | Stadio Comunale\| Arbitro: \| Piantoni (Terni) \| |
| Arbitro:                 | Piantoni (Terni) |       |             |                                                   |

| Arbitro: | Rancher (Roma) |

|              |           |                |
| Codecasa 39’ | Marcatori | 73’ Venturelli |

| Arbitro: | Monti (Ancona) |

|             |           |              |
| Codecasa 4’ | Marcatori | 74’ De Paoli |

| Arbitro: | Pieroni (Roma) |

|                         |           |            |
| Pinti 30’ Meregalli 82’ | Marcatori | 90’ Oldani |

| Arbitro: | Motta (Monza) |

|             |           |  |
| Soncini 67’ | Marcatori |  |

| Arbitro: | Sebastio (Taranto) |

|                                                 |           |  |
| Santon 40’, 42’ (rig.) Guizzo 82’ Salvemini 86’ | Marcatori |  |

| Arbitro: | Angonese (Venezia) |

|                                     |           |  |
| Calloni 35’, 85’ (rig.) Tartari 84’ | Marcatori |  |

| Alessandria 24 gennaio 1965 | Alessandria       | 0 – 0 | Triestina | Stadio Giuseppe Moccagatta\| Arbitro: \| Gussoni (Tradate) \| |
| Arbitro:                    | Gussoni (Tradate) |       |           |                                                               |

| Arbitro: | Marengo (Chiavari) |

|          |           |                   |
| Joan 12’ | Marcatori | 59’ (rig.) Vitali |

#### Girone di ritorno
| Arbitro: | Carminati (Milano) |

|                   |           |  |
| Di Cristofaro 65’ | Marcatori |  |

| Arbitro: | Piantoni (Terni) |

|                                  |           |  |
| Clerici 53’ Azzimonti 79’ (rig.) | Marcatori |  |

| Arbitro: | Marchiori (Padova) |

|              |           |  |
| Codecasa 72’ | Marcatori |  |

| Arbitro: | Camozzi (Ascoli Piceno) |

|                 |           |  |
| Sartore 7’, 63’ | Marcatori |  |

| Arbitro: | Marengo (Chiavari) |

|                                          |           |            |
| Vitali 15’ Bettini 54’ Di Cristofaro 67’ | Marcatori | 9’ Bonfada |

| Arbitro: | De Robbio (Torre Annunziata) |

|  |           |             |
|  | Marcatori | 29’ Tinazzi |

| Arbitro: | Acernese (Roma) |

|                                                       |           |            |
| Rogora 7’ Pasquina 21’, 24’ Carminati 35’, 70’ (rig.) | Marcatori | 86’ Oldani |

| Arbitro: | Rigato (Venezia) |

|             |           |                    |
| Bettini 20’ | Marcatori | 64’ (rig.) Barbato |

| Arbitro: | Clerico (Chiavari) |

|                    |           |  |
| Bruno Siciliano 7’ | Marcatori |  |

| Arbitro: | De Robbio (Torre Annunziata) |

|            |           |            |
| Rosito 84’ | Marcatori | 64’ Oldani |

| Arbitro: | Pieroni (Roma) |

|                               |           |  |
| Bettini 57’ Di Cristofaro 87’ | Marcatori |  |

| Arbitro: | Angonese (Venezia) |

|                              |           |            |
| Longoni 36’ (rig.) Conti 63’ | Marcatori | 82’ Oldani |

| Arbitro: | Di Tonno (Lecce) |

|  |           |              |
|  | Marcatori | 80’ Cardillo |

| Arbitro: | Cirone (Palermo) |

|                                    |           |  |
| Oldani 23’ Soncini 42’ Bettini 45’ | Marcatori |  |

| Arbitro: | Orlando (Bergamo) |

|                                    |           |  |
| Giampaglia 57’ Colautti 71’ (rig.) | Marcatori |  |

| Arbitro: | Schinetti (Brescia) |

|                         |           |  |
| Bettini 66’, 69’ (rig.) | Marcatori |  |

| Alessandria 6 giugno 1965 | Alessandria       | 0 – 0 | Venezia | Stadio Giuseppe Moccagatta\| Arbitro: \| Gussoni (Tradate) \| |
| Arbitro:                  | Gussoni (Tradate) |       |         |                                                               |

| Arbitro: | De Robbio (Torre Annunziata) |

|                                       |           |                   |
| Mantovani 16’ Palcini 60’ Gentili 70’ | Marcatori | 10’ Di Cristofaro |

| Arbitro: | Motta (Monza) |

|                                                            |           |                             |
| Di Cristofaro 10’ Sogliano 36’ Bettini 52’, 75’ Mognon 86’ | Marcatori | 25’, 72’ Bonatti 41’ Tomiet |

### Coppa Italia

#### Primo turno
| Arbitro: | Bernardis (Trieste) |

|                   |           |                              |
| Di Cristofaro 23’ | Marcatori | 38’ Menichelli 69’ Stacchini |

## Statistiche

### Statistiche di squadra
| Competizione | Punti | In casa | In casa | In casa | In casa | In casa | In casa | In trasferta | In trasferta | In trasferta | In trasferta | In trasferta | In trasferta | Totale | Totale | Totale | Totale | Totale | Totale | DR |
| Competizione | Punti | G       | V       | N       | P       | Gf      | Gs      | G            | V            | N            | P            | Gf           | Gs           | G      | V      | N      | P      | Gf     | Gs     | DR |
| ------------ | ----- | ------- | ------- | ------- | ------- | ------- | ------- | ------------ | ------------ | ------------ | ------------ | ------------ | ------------ | ------ | ------ | ------ | ------ | ------ | ------ | -- |
| Serie B      | 37    | 19      | 10      | 8       | 1       | 25      | 9       | 19           | 2            | 5            | 12           | 12           | 34           | 38     | 12     | 13     | 13     | 37     | 43     | -6 |
| Coppa Italia |       | 1       | 0       | 0       | 1       | 1       | 2       | -            | -            | -            | -            | -            | -            | 1      | 0      | 0      | 1      | 1      | 2      | -1 |
| Totale       | -     | 20      | 10      | 8       | 2       | 26      | 11      | 19           | 2            | 5            | 12           | 12           | 34           | 39     | 12     | 13     | 14     | 38     | 45     | -7 |

### Statistiche dei giocatori
| Giocatore        | Serie B  | Serie B | Serie B     | Serie B    | Coppa Italia | Coppa Italia | Coppa Italia | Coppa Italia | Totale   | Totale | Totale      | Totale     |
| Giocatore        | Presenze | Reti    | Ammonizioni | Espulsioni | Presenze     | Reti         | Ammonizioni  | Espulsioni   | Presenze | Reti   | Ammonizioni | Espulsioni |
| ---------------- | -------- | ------- | ----------- | ---------- | ------------ | ------------ | ------------ | ------------ | -------- | ------ | ----------- | ---------- |
| L. Bettini       | 29       | 12      | ?           | ?          | 1            | 0            | ?            | ?            | 30       | 12     | ?           | ?          |
| A. Cardillo      | 9        | 1       | ?           | ?          | -            | -            | -            | -            | 9        | 1      | 0+          | 0+         |
| R. Carlini       | 24       | 0       | ?           | ?          | 1            | 0            | ?            | ?            | 25       | 0      | ?           | ?          |
| A. Cesana        | 1        | 0       | ?           | ?          | -            | -            | -            | -            | 1        | 0      | 0+          | 0+         |
| Codecasa         | 9        | 3       | ?           | ?          | -            | -            | -            | -            | 9        | 3      | 0+          | 0+         |
| G. Dalle Vedove  | 2        | 0       | ?           | ?          | -            | -            | -            | -            | 2        | 0      | 0+          | 0+         |
| C. Di Cristofaro | 30       | 6       | ?           | ?          | 1            | 1            | ?            | ?            | 31       | 7      | ?           | ?          |
| L. Eco           | 1        | 0       | ?           | ?          | -            | -            | -            | -            | 1        | 0      | 0+          | 0+         |
| G. Faggio        | 3        | 0       | ?           | ?          | -            | -            | -            | -            | 3        | 0      | 0+          | 0+         |
| F. Gorrino       | 1        | 0       | ?           | ?          | -            | -            | -            | -            | 1        | 0      | 0+          | 0+         |
| R. Melideo       | 21       | 0       | ?           | ?          | 1            | 0            | ?            | ?            | 22       | 0      | ?           | ?          |
| G. Migliavacca   | 31       | 0       | ?           | ?          | 1            | 0            | ?            | ?            | 32       | 0      | ?           | ?          |
| G. Mognon        | 15       | 2       | ?           | ?          | 1            | 0            | ?            | ?            | 16       | 2      | ?           | ?          |
| N. Nobili        | 37       | -40     | ?           | ?          | 1            | -2           | ?            | ?            | 38       | -42    | ?           | ?          |
| T. Oldani        | 28       | 5       | ?           | ?          | -            | -            | -            | -            | 28       | 5      | 0+          | 0+         |
| L. Poppi         | 32       | 0       | ?           | ?          | 1            | 0            | ?            | ?            | 33       | 0      | ?           | ?          |
| R. Ragonesi      | 30       | 1       | ?           | ?          | 1            | 0            | ?            | ?            | 31       | 1      | ?           | ?          |
| M. Rapetti       | 5        | 0       | ?           | ?          | -            | -            | -            | -            | 5        | 0      | 0+          | 0+         |
| R. Sogliano      | 29       | 1       | ?           | ?          | -            | -            | -            | -            | 29       | 1      | 0+          | 0+         |
| A. Soncini       | 29       | 2       | ?           | ?          | 1            | 0            | ?            | ?            | 30       | 2      | ?           | ?          |
| N. Stucchi       | 6        | 0       | ?           | ?          | -            | -            | -            | -            | 6        | 0      | 0+          | 0+         |
| A. Verga         | 11       | 0       | ?           | ?          | -            | -            | -            | -            | 11       | 0      | 0+          | 0+         |
| M. Violo         | 1        | -3      | ?           | ?          | -            | -            | -            | -            | 1        | -3     | 0+          | 0+         |
| A. Vitali        | 34       | 4       | ?           | ?          | 1            | 0            | ?            | ?            | 35       | 4      | ?           | ?          |